# Vladimír Sičák
Vladimír Sičák (1. prosince 1980, Jindřichův Hradec) je bývalý český hokejový obránce, odchovanec týmu KLH Vajgar Jindřichův Hradec. V České extralize odehrál přes 500 utkání, nejvíc za HC Energie Karlovy Vary. Od sezony 2020/21 až do jeho zániku po sezoně 2022/23 působil v týmu HC Samson České Budějovice, který hrál krajskou ligu.

## Hráčská kariéra
- 1997/1998 HC České Budějovice
- 1998/1999 Medicine Hat Tigers (WHL), HC České Budějovice
- 1999/2000 Medicine Hat Tigers (WHL)
- 2000/2001 Greenville Grrrowl (ECHL), Orlando Solar Bears (IHL)
- 2001/2002 HPK Hameenlinna (Finsko)
- 2002/2003 HPK Hameenlinna (Finsko)
- 2003/2004 HPK Hameenlinna (Finsko)
- 2004/2005 HPK Hameenlinna (Finsko)
- 2005/2006 Modo Hockey Ornskoldsvik (Švédsko), TPS Turku (Finsko)
- 2006/2007 TPS Turku (Finsko), Malmo IF (Švédsko)
- 2007/2008 HC České Budějovice
- 2008/2009 HC České Budějovice
- 2009/2010 HC Vítkovice Steel
- 2010/2011 Kärpät Oulu (Finsko)
- 2011/2012 HC ČSOB Pojišťovna Pardubice
- 2012/2013 HC ČSOB Pojišťovna Pardubice, HC Sparta Praha
- 2013/2014 HC Sparta Praha
- 2014/2015 HC Energie Karlovy Vary
- 2015/2016 HC Energie Karlovy Vary
- 2016/2017 HC Energie Karlovy Vary
- 2017/2018 HC Energie Karlovy Vary (1. liga)
- 2018/2019 HC Energie Karlovy Vary
- 2019/2020 HC David Servis České Budějovice (2. liga)
- 2020/2021 HC Samson České Budějovice (krajská liga)
- 2021/2022 HC Samson České Budějovice
- 2022/2023 HC Samson České Budějovice